# Sông Thanh Y (Tứ Xuyên)
Sông Thanh Y (tiếng Trung: 青衣江) là sông chính tại Tây Tứ Xuyên, Trung Quốc. Với tổng chiều dài 289 km, đây là nhánh lớn nhất của sông Đại Độ. Thượng nguồn của sông từ Dãy núi Cung Lai, chảy qua Nhã An trước khi đổ vào Sông Đại Độ tại Lạc Sơn, cùng với sông Dân tạo thành một cảnh quan hợp lưu của ba con sông. Trên sông Thanh Y có ba nhà máy thủy điện.